# Angora
Pour les articles homonymes, voir Angora (homonymie).
L’angora est un pelage long et soyeux que l'on trouve chez plusieurs espèces d'animaux dont une mutation génétique naturelle, affectant la fourrure, fait pousser celle-ci plus rapidement et plus abondamment que la moyenne. Comme l'albinisme, cette mutation peut survenir chez un individu sauvage, mais elle est le plus souvent sélectionnée et perpétuée en élevage pour constituer des races utiles à l'homme (lapin, chèvre...) ou d'agrément (chat, hamster...). On peut éventuellement tisser ces longs poils pour obtenir une fibre de laine du même nom, le plus souvent des lapins angoras. Le nom vient de la forme ancienne du toponyme porté par la ville turque d'Ankara.

## L'angora de lapin
Les différentes races de lapins angoras ont un pelage fourni constitué de poils longs. Ils peuvent être de n'importe quelle couleur.

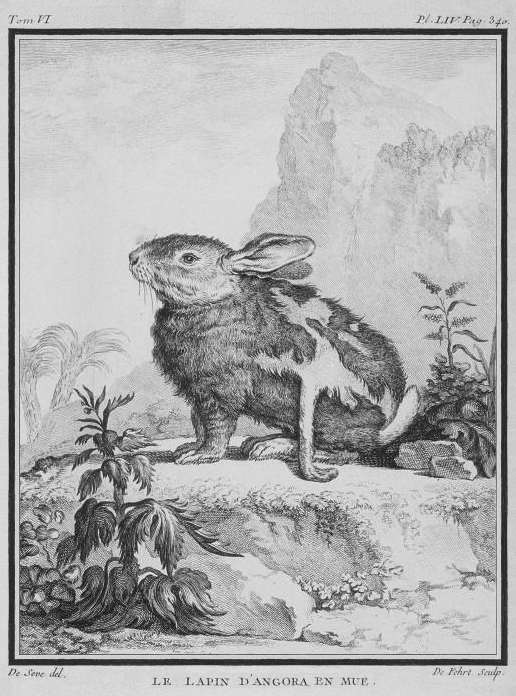
Mue naturelle chez le lapin angora
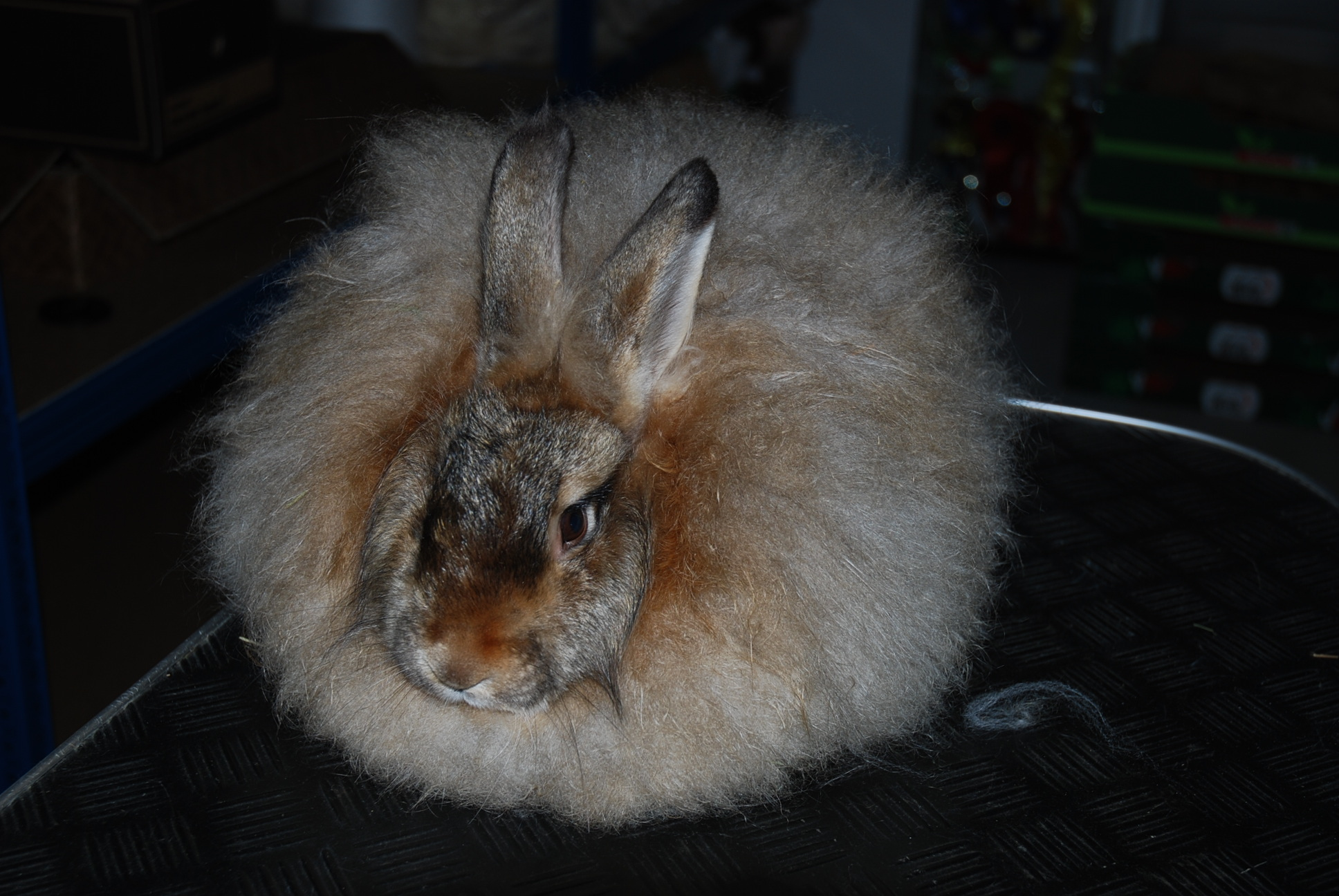
Race angora satin avec sa fourrure
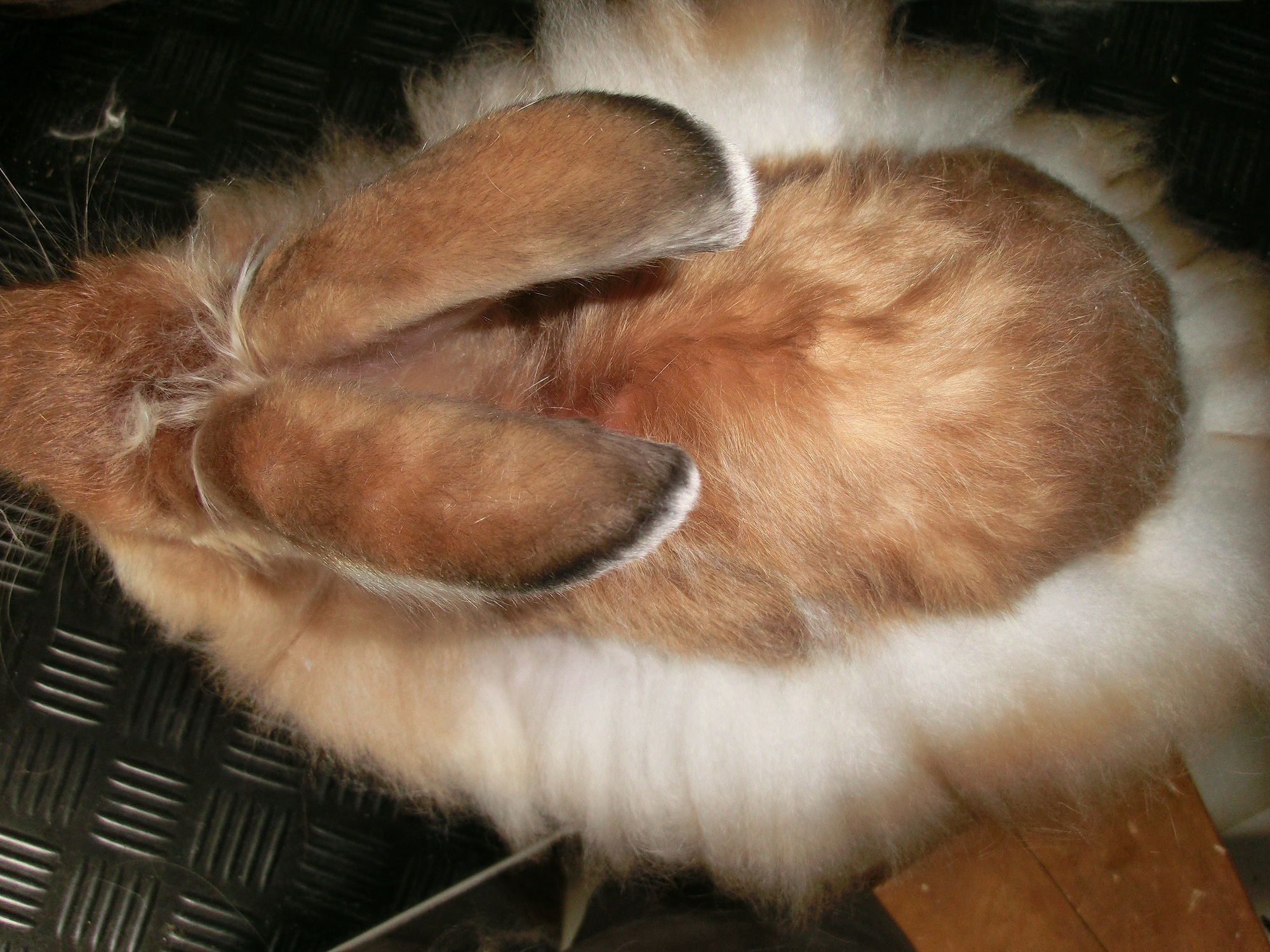
Lapin de race angora satin après épilation

Un lapin angora, même adopté comme animal de compagnie, doit être allégé de son pelage régulièrement.

### La production d'angora
La méthode de récolte dépend de la race utilisée. L'angora français a une finesse de fibre qui permet une récolte douce par dépilation au peigne. À moins de leur donner une dépilateur qui facilite l'action du peigne, les races de lapins dont le poil est plus résistant, comme ceux élevés par les Allemands ou les Chinois, sont mieux adaptés à la tonte,. En Chine, cela se fait généralement par arrachage du poil à vif, ce qui peut entrainer la mort de l'animal.
Le lapin angora donne jusqu'à un kilogramme de poils par an. Si les poils sont épilés avec un peigne ils seront doux, brillants et d'une qualité supérieure que s'ils sont rasés. Pour gagner du temps entre deux périodes de mue, un fourrage à effet dépilatoire à base de luzerne concentrée, le lagodendron, a été mis au point pour être utilisé dans l'élevage du lapin angora.
La filière de production d'angora est actuellement en fort déclin, faisant suite à des campagnes médiatiques de dénonciation de la cruauté associée à sa production. La Chine, qui produisait en 2013 90 % de la fourrure angora mondiale a ainsi vu la valeur de ses exportations d'angora chuter de 81 % entre 2010 et 2015, passant de 23 à 4,3 millions d'USD. L'Italie, jusqu'à récemment le principal importateur d'angora, a vu passer sur la même période ses importations de 9,2 à 2,1 millions d'USD, soit une baisse de 77%.

### Un produit controversé
En 2013, PETA Asia (association pour un traitement éthique des animaux) a lancé une campagne dénonçant la cruauté de l'arrachage de la toison des lapins angora et appelant au boycott des produits contenant de l'angora. Des images et vidéos de mauvais traitements infligés aux lapins angora lors de la récolte de leur toison, filmées en Chine, ont été largement relayées par les médias, conduisant 220 entreprises parmi les plus grandes du monde à stopper toute vente d'angora,.
Après une enquête de six mois dans des élevages français, l'association française One Voice a lancé en septembre 2016 une campagne médiatique dénonçant les conditions dans la filière de production française, laquelle compte une quarantaine d'exploitations spécialisées pour une production annuelle d'environ 2 tonnes. Le rapport d'enquête met en évidence la cruauté inhérente du processus dit d'« épilation » ainsi que de nombreuses violations de la réglementation en vigueur et des conditions d'élevage contraires au bien-être des lapins. Plutôt qu'un appel au boycott comme PETA, One Voice en a appelé à l'interdiction de l'élevage des lapins angoras et du commerce de leur laine avec le soutien de nombreuses autres associations de protection animales françaises, dont L214 et WELFARM - Protection mondiale des animaux de ferme,,.

## Autres espèces
La toison de la chèvre angora s'appelle mohair mais l'apparition du mohair chez la chèvre semble due à des mutations polygéniques.
Outre les espèces destinées à fournir de la fibre textile, d'autres mammifères présentent le même type de mutation génétique qui leur donne un pelage long et soyeux. C'est le cas par exemple du hamster doré, du chat angora turc à la robe angora, du furet angora, etc. Ces mutants sont souvent recherchés par les amateurs, bien que les individus à poil long nécessitent des brossages et des soins particuliers.

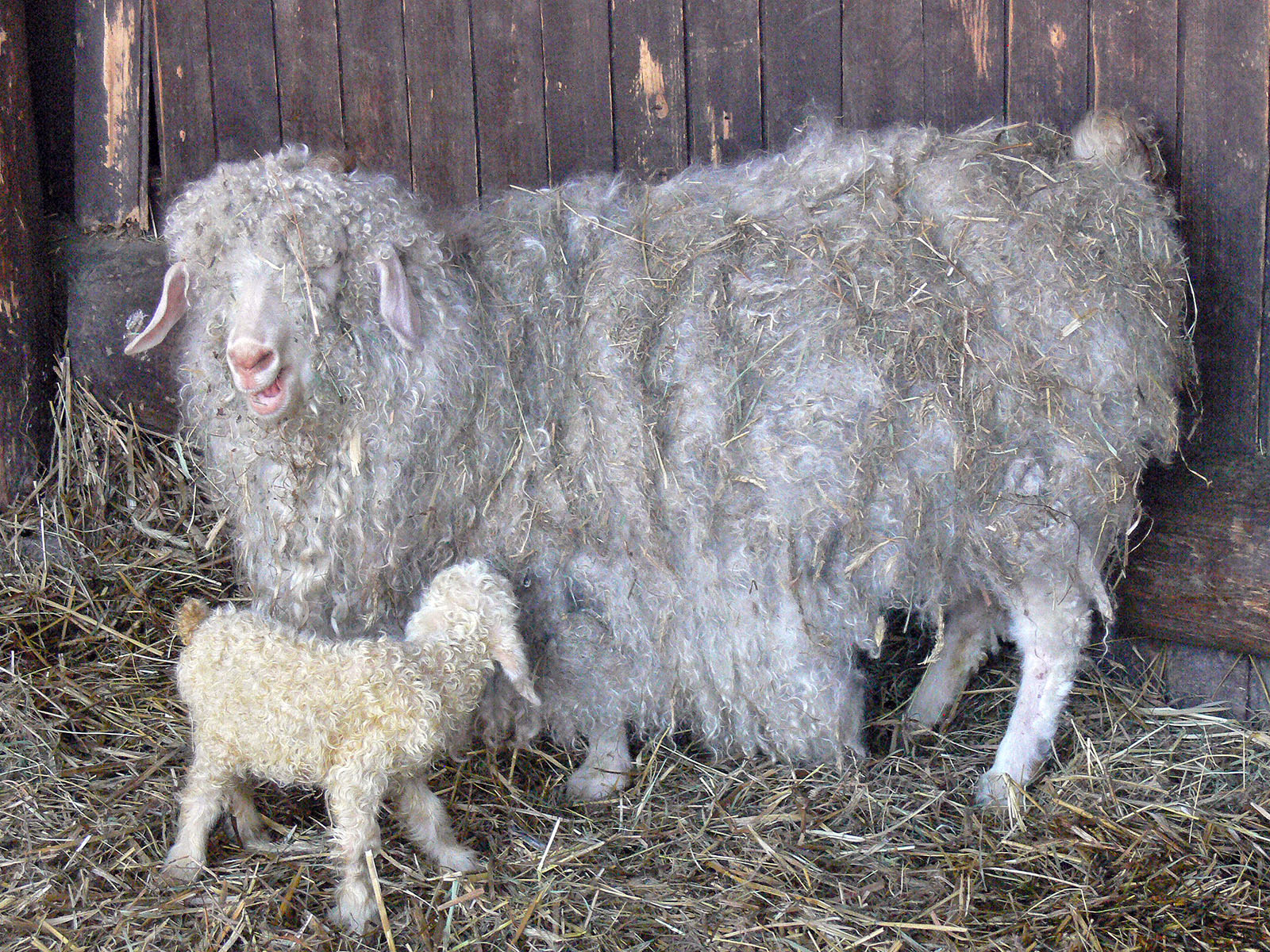
La chèvre angora donne le mohair.

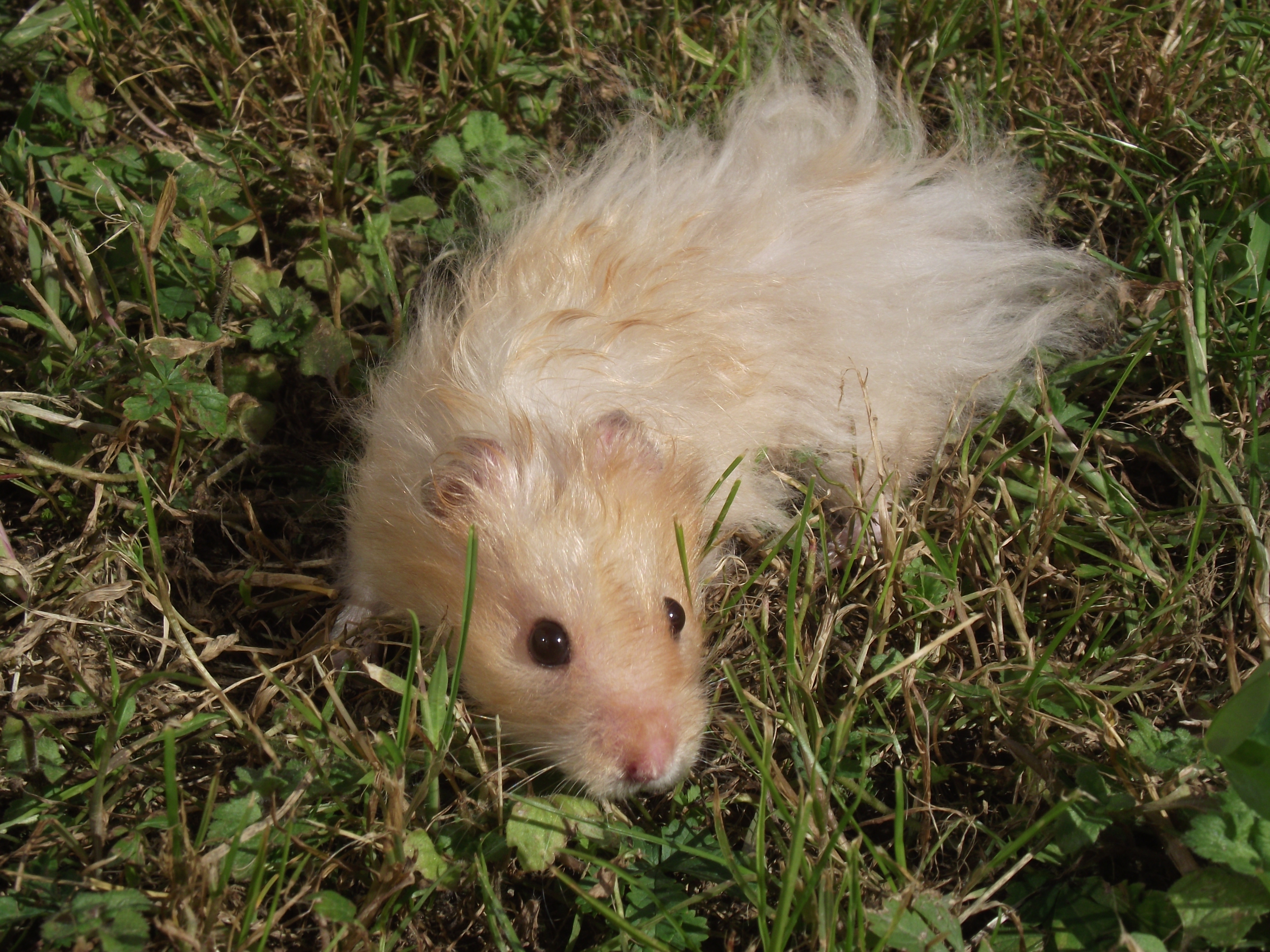
hamster doré angora
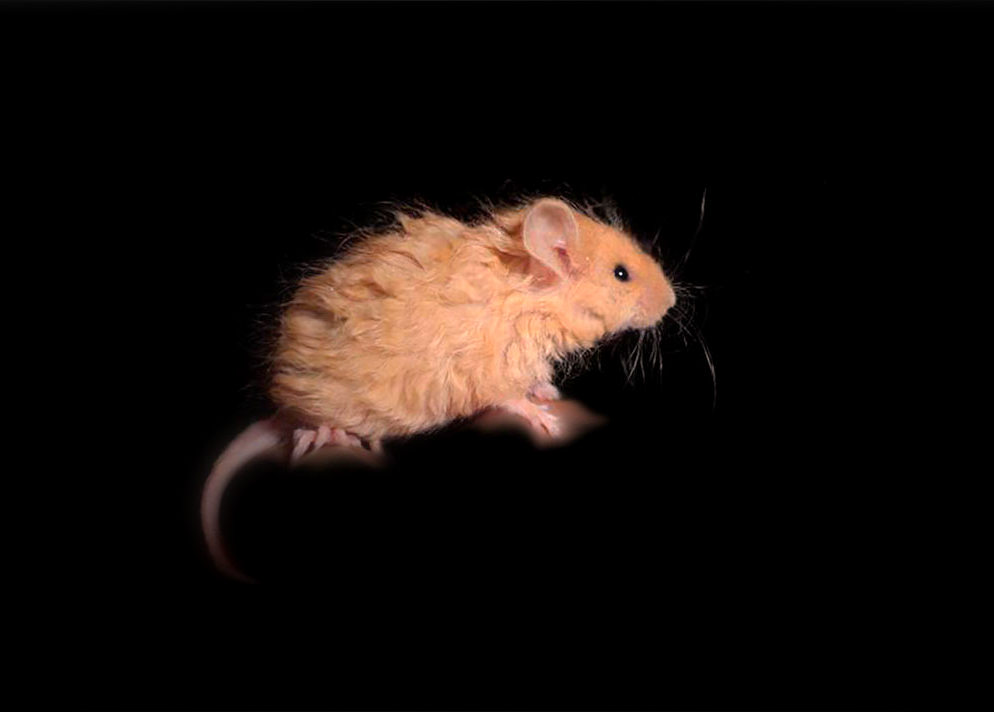
Souris angora de laboratoire
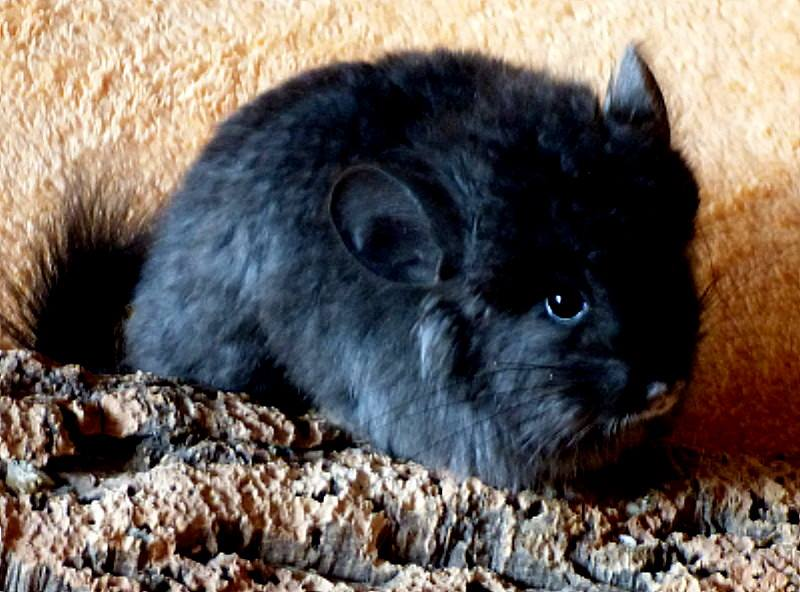
Chinchilla angora
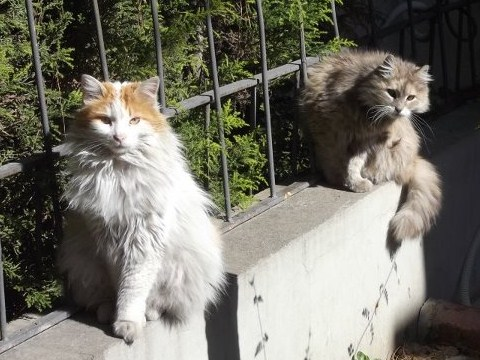
Chat de race « angora turc »
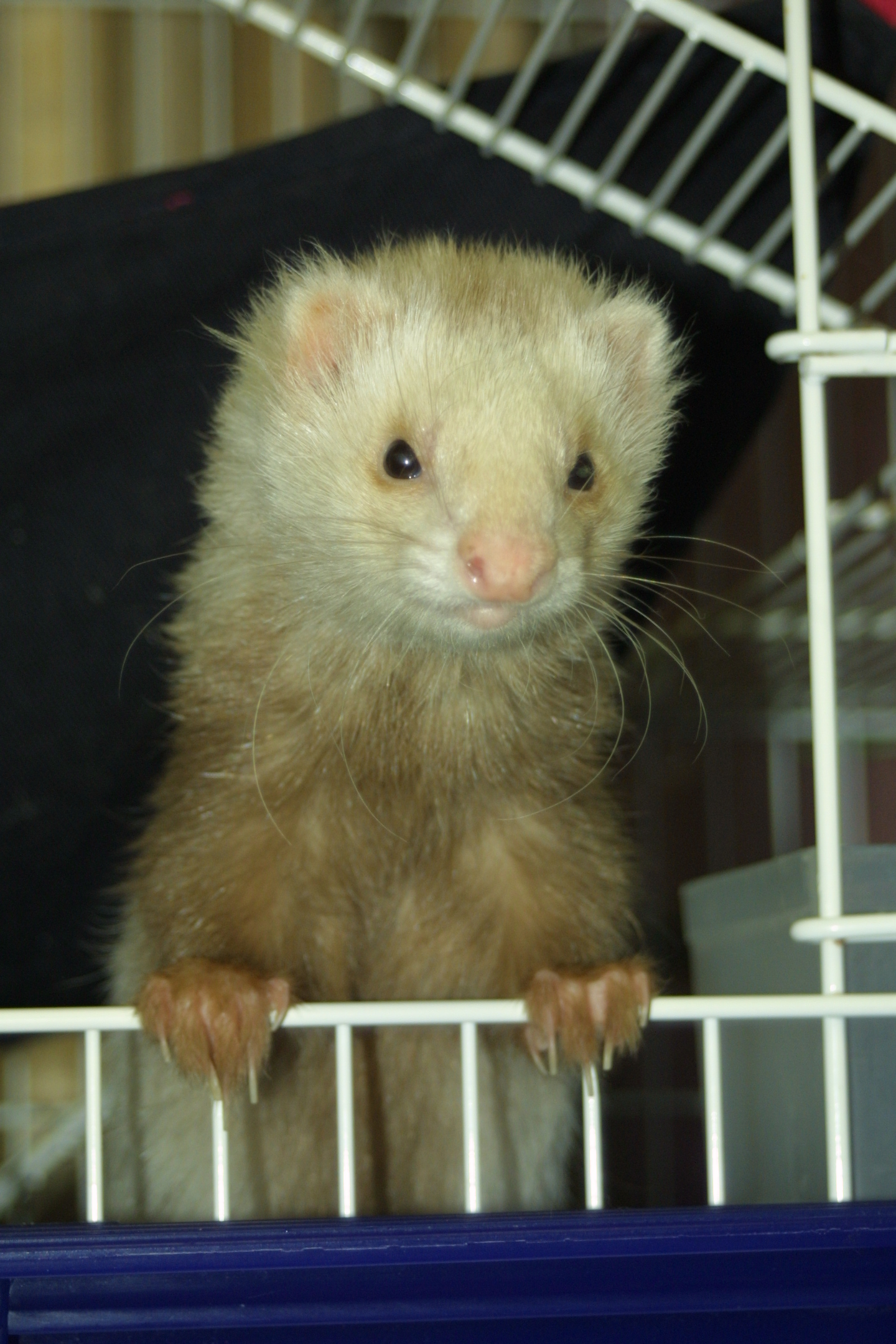
Furet angora